# Poul Møller (läkare)
Poul Møller, född den 22 januari 1884, död 14 juli 1965 var en dansk läkare.
Møller blev professor i patologisk anatomi vid Köpenhamns universitet 1928. Hans mest betydande vetenskapliga produktion var en fortsättning av i samarbete med företrädaren Johannes Fibiger påbörjade undersökningar över experimentellt framkallade kräftsvulster.